# Pongaroa

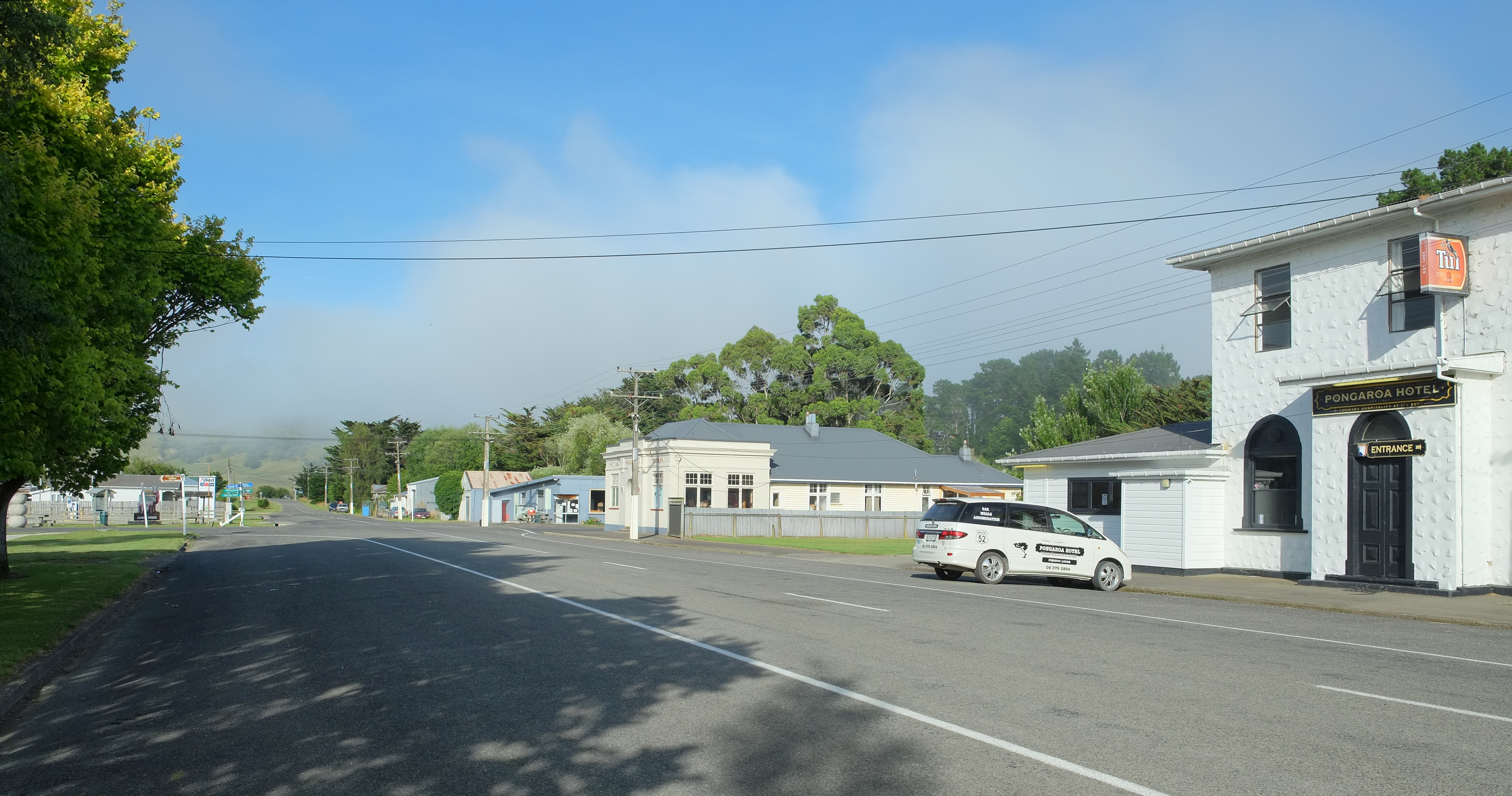
Route principale de Pongaroa

La petite localité de Pongaroa siège dans le district de Tararua, dans le sud-est de l’Île du Nord de la Nouvelle-Zélande.

## Situation
Elle est localisée à 110 kilomètres au sud-ouest de la ville de Hastings et à 200 kilomètres au nord-est de la capitale, Wellington. La ville la plus proche est Pahiatua à 50 kilomètres à l’ouest.
La plage populaire d’Akitio  est à 30 kilomètres à l’est.
L’axe de la ville est parcouru par l’ancienne route State Highway 52/S H 52 (en), une route allant de la ville de Masterton à la localité de Waipukurau.

## Population
Le village de Pongaroa a une population d’environ 100 habitants avec des fermes aux alentours, qui portent le total de la population à 300 habitants.

## Éducation
La localité de Pongaroa est desservie par l’école de Pongaroa school  .

## Activité économique
Il y a aussi à Pongaroa, un café et une épicerie générale, l’hôtel Pongaroa et le Pongaroa Farm Centre.
En tant que localité rurale, Pongaroa garde un esprit de communauté et une organisation de développement de la communauté locale nommé: Pongaroa The Way To Go .
Des personnes décidées ont été au centre des actions pour l’amélioration du secteur – telles que l’installation de toilettes publiques, l’établissement d’un camping libre et l’amélioration du centre du village.

## Particularités
Pongaroa est aussi la localisation du New Zealand Centre for Equine Psychology and Behaviour et d’une Wildside Farm environmental education retreat.

## Histoire
Historiquement, Pongaroa appartient à la zone nord de la région de Wairarapa.
À une certaine époque, durant les débuts de la colonisation et jusqu’à la fin du XIXe siècle, le centre-ville était beaucoup plus important et on espérait que la ligne de chemin de fer Masterton-Napier Railway, allant de Masterton à Napier pourrait passer à travers la ville de Pongaroa. 
Toutefois, bien que la ligne de Wairarapa (en) coupa à travers la ville de Pahiatua en 1897 et donc que le centre-ville y a grossi, alors que pendant le même temps Pongaroa resta une simple communauté de fermiers, Pongaroa devint un centre administratif du comté d’Akitio, qui a fonctionné entre 1899 et 1976 .
La proximité se réclame comme étant le lieu de naissance du scientifique Maurice Wilkins (1916-2004).